# Renato Rascel
Renato Rascel (Turijn, 27 april 1912 - Rome, 2 januari 1991) was een Italiaans zanger en acteur. Zijn echte naam was Renato Ranucci.
In 1960 won hij het San Remo Festival met Romantica, in die tijd werd elk liedje door 2 zangeres gezongen en was het nog de voorronde voor het Eurovisiesongfestival, Rascel kreeg de voorkeur op Tony Dallara en mocht naar Londen om de Italiaanse kleuren te verdedigen, hij werd 8ste.
Hij was ook een bejubeld musicalacteur. Rascel overleed ten gevolge van een hartinfarct.